# Rafael Alonso Ochoa
Rafael Alonso Ochoa (Madrid, 5 de juliol de 1920 - ibíd., 24 d'octubre de 1998) va ser un actor espanyol.

## Cine
En cinema va debutar en 1951 en la pel·lícula Esa pareja feliz, de Juan Antonio Bardem, a la que seguiren multitud de papers secundaris en unes 120 pel·lícules. Entre elles, El baile i Mi calle, ambdues d'Edgar Neville; Bienvenido, Mister Marshall, de Luis García Berlanga; Cómicos, de Bardem; La chica del trébol, de Sergio Grieco; Tormento, de Pedro Olea; La escopeta nacional, de Berlanga; La colmena, de Mario Camus; Dragon Rapide, de Jaime Camino; Amanece, que no es poco, de José Luis Cuerda; Las cosas del querer, de Jaime Chávarri; Todos a la cárcel, de Berlanga i El abuelo, de José Luis Garci, que va rodar pocs mesos abans de la seva mort.
Com a director, va signar Hoy no pasamos lista en 1948.

## Teatre
El seu debut en el teatre es va produir en l'obra La vida es sueño, de Calderón de la Barca, mostrant al llarg de la seva carrera en els escenaris grans dots interpretatius per a adaptar-se als papers més diversos, ja dramàtics, ja còmics. Entre les seves obres teatrals destaquen: En la ardiente oscuridad (1950), d'Antonio Buero Vallejo, Vidas privadas (1950), de Noël Coward, Don Juan Tenorio (1951), de José Zorrilla, El baile (1952), Veinte añitos (1954) i Alta fidelidad (1957), las tres d'Edgar Neville, La otra orilla (1954), de José López Rubio, La vida privada de mamá (1956), de Víctor Ruiz Iriarte, La malquerida (1957), de Jacinto Benavente, Tránsito de madrugada (1958), de Santiago Moncada, A media luz los tres (1953), La canasta (1955), Mi adorado Juan (1956) i Las entretenidas (1963), les quatre de Miguel Mihura, La extraña pareja (1970), de Neil Simon, Rafael AlonsoCosas de papá y mamá. (1971) Nada de Hombres, de Francoise Dorín. (1978), d'Alfonso Paso, Compañero te doy (1978) i Los misterios de la carne (1980), ambdues de Juan José Alonso Millán, El jardín de los cerezos (1986), d'Anton Txèkhov, Hamlet (1989), de William Shakespeare i L'Orestíada (1990), de Esquil al Festival de Teatre Clàssic de Mèrida.

## Televisió
- Hostal Royal Manzanares (1996-1998), en el paper de Paciano.
- Villarriba y Villabajo (1994)
- Compuesta y sin novio (1994), en el paper de León Ventosa.
- Una gloria nacional (1993)
- El Quijote de Miguel de Cervantes (1991)
- La forja de un rebelde (1990)
- El olivar de Atocha (1988)
- Media naranja (1986) 
  - Al escondite inglés (19 de març de 1986)
  - Luis quiere ser un hombre (23 d'abril de 1986)
  - El novio de mamá (12 de maig de 1986)
- Proceso a Mariana Pineda (1984)
- Lecciones de tocador (1983)
- Los gozos y las sombras (1982), en el papel de Don Baldomero.
- El español y los siete pecados capitales (1980)
- Que usted lo mate bien
  - El triángulo (6 de febrer de 1979)
  - Las cenizas (24 d'abril de 1979)
- Telecomedia
  - Los celos (30 de gener de 1979)
- Estudio 1
  - El baile (4 de desembre de 1970)
  - Con la vida del otro (4 de juny de 1971)
  - La otra orilla (27 d'octubre de 1972)
  - Doce hombres sin piedad (16 de març de 1973)
  - Papá se enfada por todo (10 d'agost de 1973)
  - ¿Quiere usted jugar con mí? (23 de novembre de 1980)
- Confidencias
  - La casa de Don Eugenio (30 de maig de 1965)

## Premis
Medalles del Cercle d'Escriptors Cinematogràfics
| Any  | Categoria              | Pel·lícula | Resultat  |
| ---- | ---------------------- | ---------- | --------- |
| 1959 | Millor actor secundari | El baile   | Guanyador |
| 1982 | Millor actor           | La colmena | Guanyador |
| 1998 | Millor actor           | El abuelo  | Guanyador |

Premis Goya
| Any  | Categoria             | Resultat  |
| ---- | --------------------- | --------- |
| 1998 | Goya d'Honor (pòstum) | Guanyador |

Premis de la Unión de Actores
| Any  | Categoria              | Resultat  |
| ---- | ---------------------- | --------- |
| 1998 | Tota una vida (pòstum) | Guanyador |

- 1959: Premi del Sindicat Nacional de l'Espectacle com a millor actor secundari per El baile.
- 1982: Premi ACE de la crítica de Nova York com a millor actor secundari per La colmena.
- 1998: TP d'Or especial a la trajectòria professional (pòstum).